# Edmond-Théodore Lorieux
 (septembre 2020).
Edmond-Théodore Lorieux, né le 24 juillet 1867 à Nantes, mort le 27 mai 1932 à Paris, est un ingénieur et officier français. Spécialiste des questions routières, il prend une part active à tous les congrès de la route durant vingt années.

## Biographie
Edmond-Théodore Lorieux est le fils d'Edmond Lorieux et de Louise Richou. Après sa scolarité au lycée Condorcet, où il reçoit le premier accessit au concours général (physique et chimie) de 1884, Edmond Théodore Lorieux sort diplômé de l'École polytechnique et de l'École nationale des ponts et chaussées, devient ingénieur des ponts et chaussées. 
Il est secrétaire du Congrès de la route et secrétaire du comité d'administration et de finances.
Il est nommé directeur de l'Office national du tourisme en 1911, qu'il représente au Congrès forestier international qui se tient à Paris en 1913.
Il est membre de la commission des sports d'hiver du Club alpin français.
Pendant la Première Guerre mondiale, il sert avec le grade de lieutenant-colonel du Génie, adjoint au chef du service des routes militaires, de 1914 à 1918. Son action lui vaut notamment la croix de guerre 1914-1918 et la Légion d'honneur à titre militaire.
En 1921, il est nommé directeur du personnel et de la comptabilité à l'administration centrale du ministère des Travaux publics, fonction qu'il conserve jusqu'en 1925.
Il est promu colonel à l'état-major particulier du génie du gouvernement militaire de Paris en 1925.
Il est l'un des représentants français pour l'élaboration de la Convention internationale de la circulation routière promulguée en 1926.
Inspecteur général des ponts et chaussées, Edmond Lorieux est président de la 1re section du Conseil général des ponts et chaussées et de la Commission permanente des cantonniers.
Il est fait commandeur de la Légion d'honneur en 1932.
Il avait épousé en 1897 Marthe Guiard, fille de l'ingénieur en chef Georges Guiard et de la mécène et philanthrope Fanny Goüin, et nièce d'Émile Guiard et petite-fille d'Ernest Goüin. Son épouse sera présidente du conseil des dames du comité 8e arrondissement de Paris de la Société de secours aux blessés militaires, exerçant comme surveillante générale et infirmière-major durant la Grande Guerre.

## Publications
- Amélioration et unification des indications de direction et de distance. Essai sur l'itinéraire Paris-Trouville - 1913 (traduit en plusieurs langues)
- Le service des routes militaires pendant la guerre 1914-1919 - 1919

## Sources
- André Brunot, Roger Coquand, Le Corps des ponts et chaussées, CNRS Éditions, 1982